# Samsung Gear 2
Samsung Gear 2  — умные часы из семейства Gear от компании Samsung. В отличие от своего предшественника — модели Galaxy Gear, которая изначально работала на операционной системе Android, новая модель работает на Tizen. Часы были анонсированы за день до открытия выставки Mobile World Congress, 23 февраля 2014 года. Совместно была представлена бюджетная версия — Samsung Gear 2 Neo. Разница — отсутствие камеры и пластиковый корпус у модели Neo..
В конце мая 2014 года вышло обновление прошивки для первого поколения часов — модели Galaxy Gear — уже тоже на системе Tizen.

## Характеристики
- Экран: цветной, сенсорный, 1,63 дюйма, Super AMOLED, разрешение 320×320
- Процессор: двухъядерный, тактовая частота 1,0 ГГц
- Операционная система: Tizen, Android Wear
- Флеш-память: 4 ГБ
- ОЗУ: 512 МБ
- Камера: 2,0 Мп с автофокусом (1920×1080, 1080×1080, 1280×960), запись видео (720p, 30 кадров/с)
- Подключение: Bluetooth 4.0 LE, IrLED
- Аккумулятор: Li-ion 300 мАч, стандартный режим работы 1.5 дня, режим работы в качестве "часов" — до 7 дней
- Датчики: акселерометр, гироскоп, датчик пульса
- Защита: IP67 пыле- и влагозащита, шумоподавление
- Размеры и вес: 36,9×58,4×10 мм, 68 г

## Интересные факты
- Возможна установка Android Wear вместо Tizen через программу-прошиватель Odin